# Maine (Nowy Jork)
Maine – miasto w Stanach Zjednoczonych, w stanie Nowy Jork, w hrabstwie Broome.